# Моргун Валерій Павлович
Валерій Павлович Моргун (нар. 16.07.1974, м. Київ, УРСР) – заслужений працівник фізичної культури та спорту України, заслужений тренер України, заслужений майстер спорту України з веслування на човнах «Дракон», кандидат юридичних наук, президент федерації України з веслування на човнах «Дракон», віце-президент Європейської федерації з веслування на човнах «Дракон» (EDBF [Архівовано 15 жовтня 2019 у Wayback Machine.]).
| Народився:        | 16.07.1974, м. Київ, Українська РСР |
| Громадянство:     | України |
| Діяльність:       | громадський діяч |

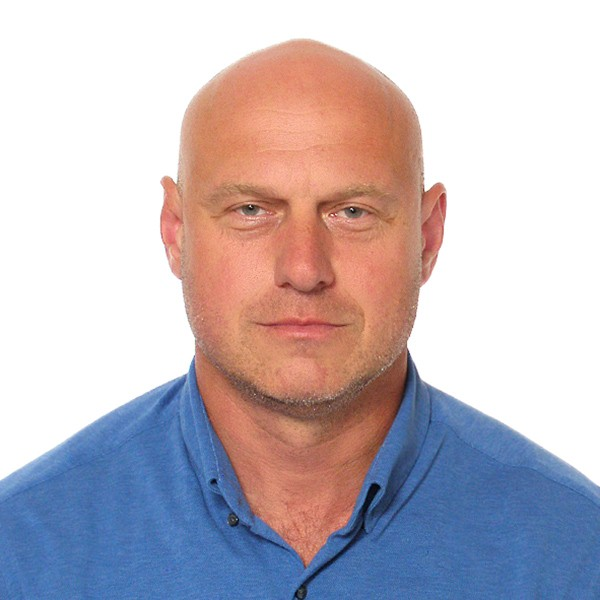
Моргун Валерій Павлович - президент федерації України з веслування на човнах «Дракон»

| Almamater:        | - Український державний університет фізичного виховання і спорту; - Кременчуцький університет економіки, інформаційних технологій і управління; - університет економіки та права «КРОК»                                                                                   |
| Науковий ступінь: | кандидат юридичних наук |
| Посада:           | - президент федерації України з веслування на човнах «Дракон», - перший віце-президент федерації каное України, - віце-президент Європейської федерації з веслування на човнах «Дракон» [Архівовано 15 жовтня 2019 у Wayback Machine.] - суддя міжнародної категорії IDBF |

## Біографія
Валерій народився у Києві. У десять років захопився веслуванням на байдарках під наставництвом першого тренера Бобильової Маргарити Рудольфівни. Уподобання дитинства допомогло сформуватися Валерієві як особистості, визначити цілі та плани на подальше життя, основні напрямки та пріоритети. 
У спорті Валерій понад 20 років, входив до складу юнацького складу збірної команди СРСР з веслування на байдарках і каное. За цей час здобув титул чемпіона СРСР та став учасником чемпіонатів Європи та світу. Найвагомішими здобутками спортсмена стали три золоті медалі чемпіонатів світу та вісім нагород чемпіонатів Європи з веслування на човнах «Дракон».
У 1992 році Валерій Моргун посів місце спортсмена-інструктора штатної збірної команди України з веслування на байдарках і каное, а пізніше розпочав тренерську діяльність, працюючи викладачем з веслування на байдарках і каное у Полтавській ДЮСШ «Авангард» та у ДЮСШ з академічного веслування та веслування на байдарках і каное «Київ». Наразі викладає у Державній школі вищої спортивної майстерності.
Визначальним для Валерія став 2004 рік, коли він починає активно займатися та розвивати новий для України вид спорту – веслування на човнах «Дракон». Проведена значима робота, зокрема затвердження програми розвитку веслування на човнах «Дракон» в системі ДЮСШ та впровадження правил змагань, забезпечує йому в 2014 році перемогу на виборах на посаду президента федерації України з веслування на човнах «Дракон».
Працюючи над розвитком веслування на човнах «Дракон» в Україні, не полишає й тренерської діяльності. Його вихованці у 2006 році стають срібними призерами чемпіонату Європи (Польща), у 2007 році – срібними призерами чемпіонату Європи (РФ), у 2008 році – срібними та бронзовими призерами чемпіонату світу (Польща), у 2013 році – переможцями та призерами чемпіонату світу (Угорщина), у 2014 році – переможцями та призерами чемпіонату світу (Польща).
Під тренерським «крилом» Валерія Моргуна у 2015 році на чемпіонаті Європи (ICF) (юніори, юніори А, юніори Б, дорослі, ІІ ранг ) в м. Ауронцо-ді-Кадоре (Італія) українська команда посіла 3 командне місце та 13 разів піднімалась на п’єдестал пошани (6 золотих, 6 срібних, 1 бронзова медаль).
Визначним і переломним став 2016 рік. Тоді, під керівництвом Моргуна, національна збірна команда України з веслування на човнах «Дракон» 20 разів підіймались на п’єдестал пошани чемпіонату Європи з веслування на човнах «Дракон» (Італія) та посіла 1-ше командне місце серед 17 країн учасниць змагань і здобула Кубок націй вперше за всю історію існування цього виду спорту в Україні.
Того ж року національна збірна команда України з веслування на човнах «Дракон» взяла участь в чемпіонаті світу з веслування на човнах «Дракон», що пройшов в Москві (РФ), де завоювала 8-м комплектів медалей та посіла трете командне місце.
Здобутки української команди під керівництвом Валерія Моргуна стабільно високі і у 2017 році. На змаганнях чемпіонату Європи збірна посідає друге командне місце серед дев'яти країн-учасниць змагань, виборовши 13 комплектів нагород. У тому ж 2017 році французьке місто Дівон-ле-Бен прийняв чемпіонат світу серед юніорів, де українські веслувальники посіли 3-тє загальнокомандне місце серед 15 країн.
2018 спортивний рік став не менш вдалим. Так, у складі національної збірної команди України з веслування на човнах «Дракон» спортсмени Федерації взяли участь у чемпіонаті Європи EDBF з веслування на човнах «Дракон» в м. Бранденбург і завоювали 27 золотих, 17 срібних та 5 бронзових медалей, що дозволило посісти друге загальнокомандне місце.
А на чемпіонаті світу ICF в м. Генсвіл, США, збірна команда України, з незалежних від федерації причин, брала участь не найсильнішим складом. Втім посіла в одному з видів програми IV місце, що в ситуації, яка склалася, можна вважати успіхом.
Також у цьому ж 2018 році національну збірну команду України вперше запросили взяти участь у розіграші Кубку світу з веслування на човнах «Дракон». Змагання проводилися в м. Чунсінь, КНР, на дистанціях, які не входять до програми чемпіонатів світу та Європи (100 метрів, естафети, персьют). В одному з видів програми українська збірна здобула VI місце.
Важким і переломним став 2019 рік. Після майже трирічної боротьби з іншими федераціями, Київ успішно приймає клубний чемпіонат світу з веслування на човнах «Дракон». Цього ж року збірна країни не бере участь у чемпіонаті Європи (РФ) та недобір лічених сотень секунд до призових місць на змаганнях чемпіонату світу (Таїланд).
24 вересня 2019 року на засіданні Ради Європейської Федерації з веслування на човнах «Дракон», за результатами позитивних відгуків міжнародних спостерігачів, одноголосно затвердили проведення 14th EDBF European Nations Championships (14 чемпіонату Європи серед національних команд з веслування на човнах «Дракон») у Києві з 13 до 20 липня 2020 року. За попередньою інформацією, участь у ньому мають взяти близько 3 тисяч спортсменів з усіх країн Європи.
Проведення чемпіонату світу серед клубів (2019, Україна) та запланований чемпіонат Європи серед національних команд (2020, Україна) стали результатом численних перемовин, обґрунтувань та доводів, що федерація України з веслування на човнах «Дракон» у співпраці з органами державної влади спроможна провести ці масштабні заходи міжнародного рівня. Адже свого часу довіра до нашої країни у світовій веслувальній спільноті була втрачена і відновлювати її було досить не просто.
Поєднуючи тренерську роботу з президентством у Федерації України з веслування на човнах «Дракон», Валерій Моргун реалізовує низку проектів, покликаних об’єднати навколо спорту різних за віком, соціальним статусом та життєвими уподобаннями людей. І йому це вдається. Сьогодні тисячі українців займаються веслуванням на човнах «Дракон» у 15 регіонах України. Проводяться змагання різних рівнів, починаючи з дитячо-юнацьких і завершуючи стартами для майстрів та аматорів. 
Завдяки, свого часу налагодженій Валерієм системі роботи Федерації, на кожному з етапів проводиться вибірка кращих спортсменів для формування гідного складу збірної команди України, яка відстоює стяг держави на змаганнях найвищого рівня.
Вагомі успіхи Валерія Моргуна відзначено у європейській веслувальній спільноті.
З 1 січня 2020 року він стає віце-президентом Європейської федерації з веслування на човнах «Дракон» [Архівовано 21 жовтня 2019 у Wayback Machine.].

## Освіта
У 1996 р. закінчив Український державний університет фізичного виховання і спорту, здобувши кваліфікацію викладача з фізичного виховання, тренера з веслування на байдарках і каное.

Другу вищу освіту Валерій Павлович здобув у стінах Кременчуцького університету економіки, інформаційних технологій і управління за фахом бухгалтер аудитор (2004 р.).

У 2010 році закінчив університет економіки та права «КРОК», де вивчав управління фінансово-економічною безпекою.

2018 рік позначений захистом кандидатської дисертації зі спеціальності «Адміністративне право і процес; фінансове право; інформаційне право» при Міжрегіональній академії управління персоналом.

## Трудова діяльність
02.1992-10.1992 – матрос-рятувальник філії УГБ (канал ТЄЦ-5) Київської обласної школи вищої спортивної майстерності, м. Київ;

10.1992 - 12.1993 – спортсмен-інструктор збірної команди України Управління у справах молоді та спорту Київської обласної державної адміністрації, м. Київ;

01.1994 - 04.1997 – матрос-рятувальник фірми по УГБ (канал ТЄЦ-5) Київської обласної школи вищої спортивної майстерності, м. Київ;

04.1997 - 01.2001 – тренер-викладач ДЮСШ з веслування на байдарках і каное Полтавської дитячо-юнацької спортивної школи «Авангард», м. Полтава;

01.2001 - 06.2005 – спортсмен-інструктор штатної збірної команди України Управління у справах молоді та спорту Державного комітету молодіжної політики, спорту і туризму України/Державного комітету України з питань фізичної культури і спорту/ Міністерства України у справах молоді та спорту, м. Київ;

10.2004 по теп. час – тренер з веслування на човнах «Дракон» Федерації України з веслування на човнах «Дракон», на громадських засадах, м. Київ;

07.2005 - 12.2007 – директор з економічної безпеки Київської філії ТОВ «Авілон», м. Київ;

01.2008 - 01.2015 – тренер-викладач з веслування на байдарках і каное Дитячо-юнацької спортивної школи з академічного веслування та веслування на байдарках і каное «Київ», м. Київ;

09.2013 по теп. час – президент Федерації України з веслування на човнах «Дракон», на громадських засадах, м. Київ;

03.2015 – 06.2017 – тренер-викладач з веслування на байдарках і каное Дитячо-юнацької спортивної школи з академічного 

веслування та веслування на байдарках і каное «Київ», м. Київ;

06.2017 по 12.2018 – тренер-викладач з веслування на човнах «Дракон» Дитячо-юнацької спортивної школи з академічного веслування та веслування на байдарках і каное «Київ», м. Київ;

06.2017 по теп. час – викладач кафедри адміністративного, фінансового та банківського права ПАТ «ВНЗ «Міжрегіональна Академія управління персоналом», за сумісництвом, м. Київ;

09.2017 по теп. час – тренер-викладач відділення веслування на байдарках і каное Державної школи вищої спортивної майстерності, м. Київ;

04.2018 по теп. час – тренер-викладач (веслування на човнах «Дракон») Комунального позашкільного навчального закладу Київської обласної ради «Київська обласна комплексна дитячо-юнацька спортивна школа», за сумісництвом, м. Київ.

01.2025 по теп. час – державний тренер штатної команди національної збірної команди України з веслування на байдарках і каное, «Управління збірних команд та забезпечення спортивних заходів «Укрспортзабезпечення».

## Нагороди, відзнаки, звання

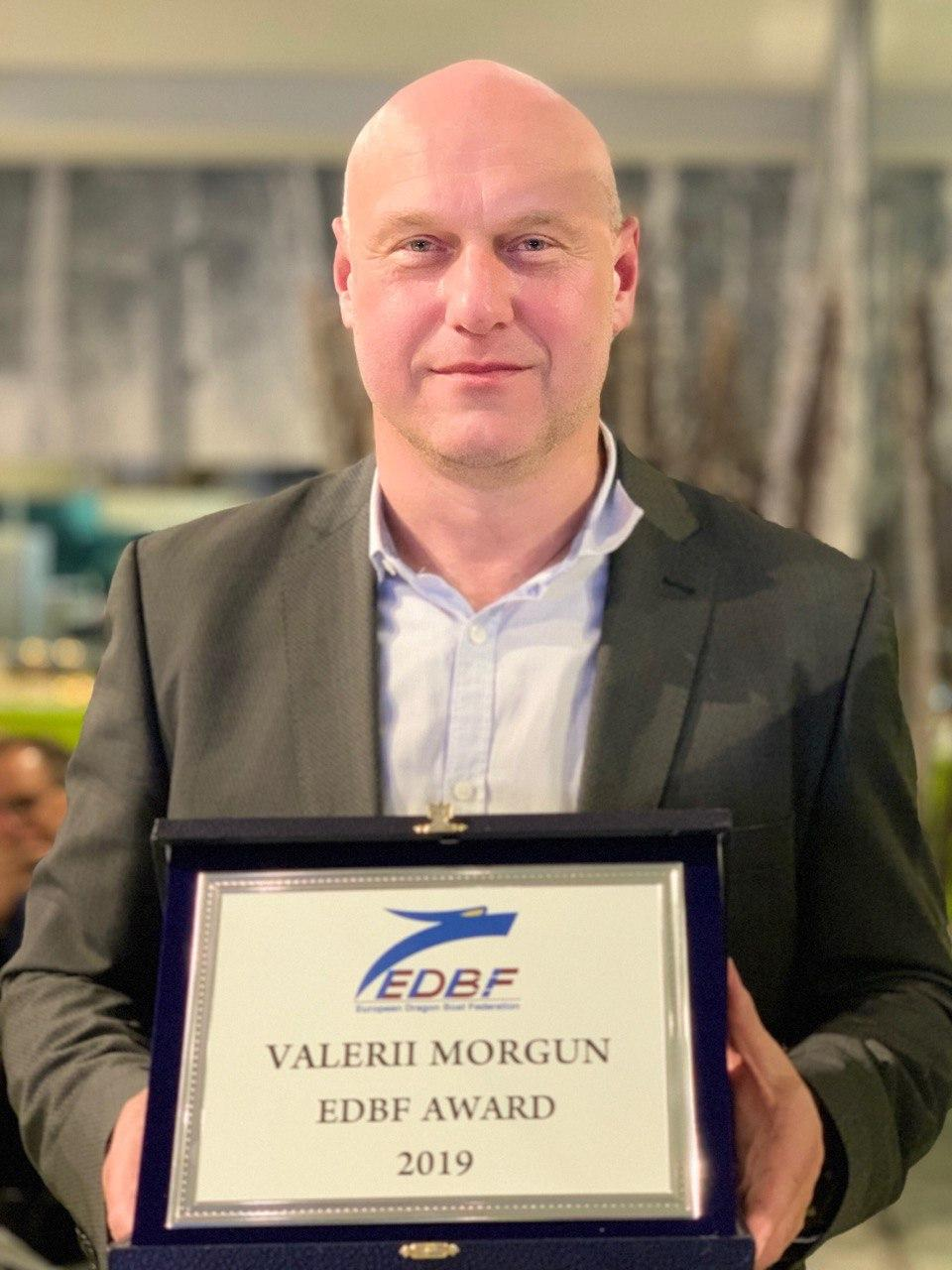
Моргун Валерій з відзнакою Європейської федерації з веслування на човнах «Дракон» (EDBF), 2019 рік

- 1993 рік –  майстер спорту України з веслування на байдарках і каное – присвоєно Міністерством у справах молоді та спорту України, посвідчення № 00097 від 19.02.1993 року.
- 2001 рік – нагороджений медаллю «10 років Збройним Силам України», наказ Міністерства оборони України від 26.11.2001 № 654, відзнака № 07717
- 2011 рік – нагороджено ювілейною медаллю «20 років незалежності» з нагоди 20-ї річниці незалежності України, 24.08.2011.
- 2015 рік – «Заслужений тренер України» - наказ Міністерства молоді та спорту від 05.11.2015 №4103.
- 2016 рік – майстер спорту України міжнародного класу з веслування на човнах «Дракон» - наказ Міністерства молоді та спорту України від 26.12.2016 №4724.
- 2016 рік – нагороджено «Почесною грамотою» Кабінету Міністрів України за вагомий особистий внесок у забезпечення розвитку фізичної культури та спорту, сумлінну працю та високий професіоналізм.
- 2018 рік – «Заслужений працівник фізичної культури та спорту України» - за значний особистий внесок у державне будівництво, соціально-економічний розвиток, науково-технічний, культурно-освітній розвиток України, вагомі трудові здобутки та високий професіоналізм. Указ Президента України від 23 серпня 2018 року №241.
- 2018 рік – «Заслужений майстер спорту України з веслування на човнах «Дракон» - наказ Міністерства молоді та спорту України від 11.04.2018 №1953.
- 2019 рік – нагороджено відзнакою Європейської федерації з веслування на човнах «Дракон» [Архівовано 15 жовтня 2019 у Wayback Machine.] (EDBF) за вагомий особистий внесок у розвиток виду спорту.

## Родина
Сини – Олексій та Андрій Моргун.